# Susono
Susono (japanska: 裾野市?, Susono-shi) är en stad i östra delen av Shizuoka prefektur i Japan. Staden fick stadsrättigheter 1971.